# Larger Pacific striped octopus
"Larger Pacific striped octopus" är en hittills obeskriven social åttaarmad bläckfisk som därför saknar både vetenskapligt namn och svenskt trivialnamn men som i media har omskrivits som "romantisk bläckfisk". Den tillhör en grupp med bläckfiskar tillsammans med Octopus chierchiae och Octopus zonatus som kallas för harlekinbläckfiskar på grund av deras kontrastrika svartvita teckning.
"Larger Pacific striped octopus" skiljer sig från alla andra kända bläckfiskar genom sitt sociala beteende. Detta innebär bland annat att de lever i täta grupper om 30-40 individer, paren som delar bohål parar sig tätt sammanslingrade, näbb mot näbb och de sprutar bläck under parningen. Även deras födosök skiljer sig från andra åttaarmade bläckfiskar genom att de utnyttjar sin kamouflerade teckning, gör sig så små som möjligt och sedan snabbt sträcker ut en arm och fångar bytet, vilket ofta är kräftdjur.
Det äldsta kända fyndet är från 1977 då en illustration av en juvenil individ avbildades i en avhandling utan ytterligare information. Dess beteenden omtalades första gången i en avhandling från 1982 men det är först efter en studie som publicerades i april 2015 som bläckfiskens unika egenskaper har accepterats i forskarvärlden.